# Número difuso
Un número difuso es una extensión de un número regular en el sentido que no se refiere a un único valor sino a un conjunto de posibles valores, que varían con un peso entre 0 y 1, llamado función miembro. Un número difuso es así un caso especial de conjunto difuso convexo. Así como la lógica difusa es una extensión de la lógica booleana (que sólo utiliza valores 0 y 1, exclusivamente), los números difusos son una extensión de los números reales. Los cálculos con números difusos permiten la incorporación de incertidumbre en parámetros, propiedades, geometría, condiciones iniciales, etc.